# 涿鹿县
涿鹿县，是中华人民共和国河北省张家口市下辖的一个县。縣人民政府駐涿鹿鎮軒轅路2號。

## 历史
涿鹿在旧石器时期就有人类繁衍。根据《归藏》《山海经》《逸周书》《史记》记载，原始社会末期，涿鹿属有熊部落方国。约在4700年前，涿鹿一带发生“涿鹿之战”和“阪泉之战”。五帝时期定都在今涿鹿县保岱镇，尧依山川大势将天下为九州，涿鹿属冀州。舜将九州改为十二州，涿鹿属幽州。禹恢复为九州，涿鹿仍属冀州。夏朝时期，华夏部族大部向南迁移，桑于河流域只剩黄帝子宗的少数部族舜裔。
涿鹿县在商朝属代国，商朝末年属令支国，周朝属燕国，公元前300年属赵国，公元前283年属燕国上谷郡，秦始皇二十六年（公元前221年）统一中国后属上谷郡涿鹿县、潘县、雏瞀县、下落县、茹县，汉朝仍属上谷郡，王莽新朝属朔调郡播陆县、潘县、树武县、下忠县、觳武县，东汉初期恢复原名，东汉光武帝时期属上谷郡涿鹿县、下洛县、潘县、雏瞀县，西晋武帝泰始十年（公元274年）属广宁郡下洛县、涿鹿县、潘县，南北朝北魏属广宁郡涿鹿县、广宁县、潘县，北魏孝明帝正光六年（公元525年）属涿鹿县、广宁县，东魏时期由于连年割据郡县建制解体，北齐后主（高纬）武平三年（公元572年）属永丰郡怀戎县，唐武德元年（公元618年）属燕王高开道怀戎县，武德七年（公元624年）属北燕州怀戎县，贞观八年（公元634年）属妫州怀戎县，武则天圣历元年（公元698年）八月属突厥，穆宗长庆二年（公元822年）属新州，辽朝太宗会同元年（公元938年）属奉圣州，金大安元年（公元1209年）属德兴府，元朝至元三年（公元1266年）属奉圣州，元顺帝四年（公元1338年）属保安州，明清时期仍属保安州。清朝康熙三十二年（公元1693年），保安州许多辖地被划出，降为三级散州。
民国二年（公元1913年），保安州改为保安县。民国三年（公元1914年），保安县因为与陕西保安县同名而改为涿鹿县。民国十七年（公元1928年）直隶省改为河北省，涿鹿县属河北省。民国十八年（公元1929年），口北道10县划归察哈爾省，涿鹿县属察哈尔省。民国二十六年（公元1937年）8月25日，日军飞机轰炸涿鹿县城，國民政府勢力离开涿鹿县城。不久，日伪涿鹿县公署建立，属察南自治政府。同年10月，涿鹿县属蒙疆联合自治政府察南政厅。民国三十二年（公元1943年）伪察南政厅改为宣化省，涿鹿县属宣化省。民国二十七年（公元1938年）三月，中国共产党领导下的八路军和晋察冀边区地方干部前往平西开辟根据地，抗日战争期间，涿鹿共建立4个抗日联合县：1938年3月至1941年1月为宣涿怀联合县，属晋察冀边区行政委员会冀西专员公署；1944年3月至1945年8月为怀涿联合县，先后属晋察冀边区行政委员会第六专员公署、十一专员公署；1943年3月至1944年12月为蔚涿宣联合县，先后属晋察冀边区行政委员会第六专员公署、冀察区行政公署十一、十三专员公署；1944年12月至1945年8月为蔚涿联合县，属冀察区行政公署十三专员公署。

中華民國時期，涿鹿縣屬察哈爾省管轄

日本投降后，民国三十四年（公元1945年）8月，涿鹿县归属共产党政权，建立涿鹿县民主政府。民国三十五年（公元1946年）十月，國民革命军逼近涿鹿县，涿鹿县民主政府10月12日撤离县城，转移到南部山区，原在“北平难民收容所”的国民政府涿鹿县政府入驻涿鹿县城。在1948年前，共产党建立2个涿鹿的联合县：1947年1月至1948年12月为蔚涿宣联合县；1947年1月至1947年12月为宣涿怀联合县，先后属冀察行署第十一和第十五专员公署、察哈尔省民主政府第十五和第十六专员公署、华北民主政府下设的北岳区行政公署和察哈尔省民主政府。民国三十七年（公元1948年）十二月，涿鹿县归属共产党政权，涿鹿县民主政府入驻县城。中华人民共和国成立后，涿鹿县人民政府建立，属察哈尔省察南专区行政公署。1952年，察哈尔省撤销，涿鹿县属河北省张家口地区。1958年11月，涿鹿县并入怀来县。1961年5月，涿鹿县重新设立，仍属张家口地区。1962年1月，原属易县的大河南、蟒石口人民公社与原属蔚县的三里棚人民公社划归涿鹿县。1993年，张家口地区、张家口市合并为张家口市，涿鹿县属河北省张家口市。

## 地理
涿鹿县位于河北省西北部永定河上游，涿鹿-怀来盆地西部，地理坐标东经115°13’、北纬40°23’，北边与下花园区相邻，西边隔黄羊山与宣化区相邻，西南边与蔚县相邻，东南边与北京市和保定市涞水县相邻，东北边与怀来县相邻，总面积2802平方公里。涿鹿县境内有高山、中山、低山和丘陵、盆地、河滩、湿地等多种类型，海拔高度460至2882米，总的地势为南北低，中间高，东低西高：北部洋河、桑干河海拔460到500米；中部灵山、小五台山海拔2240米以上；南部大河南地区海拔500米左右。大地构造属燕山沉降带，山势呈孤形由南向西北延伸，为南、西、北三面环山的丘陵盆地地貌。
涿鹿县由于海拔高低悬殊地形复杂，气候形成垂直和水平分布的特点，属于温带半旱大陆性季风气候，四季分明，光照充足，年平均气温在4.6℃至9℃之间，最热在7月份，平均气温34.9℃；最冷在1月份，平均气温-8.3℃。春季干旱大风低温；夏季短暂凉爽，昼夜温差大，雨量集中；秋季空气清新，降温快，常有霜冻；冬季严寒期长。雨量多集中在第三季度，年平均降雨量为365.4毫米。常年主导风向冬季为西北风，夏季为东风。
涿鹿县矿产资源种类多，品位较高，分布相对集中。储量大的矿产有煤、铁、大理石、花岗岩等，此外金属资源有锰、金、银、铅、锌、铜，化工原料资源主要有硫铁、磷，建筑材料资源主要有水泥灰岩、石膏；其他非金属矿产资源有氟石、海泡石等。
2020年，涿鹿县公路总里程1594公里，其中高速公路3条126公里，国道2条110公里，省道7条165公里，县道4条119公里，乡道27条394公里，村道675公里。京藏高速、京新高速、张涿高速、京蔚高速、110国道、109国道、涿京一级路途经涿鹿县。

## 经济人口
2020年，涿鹿县实现地区生产总值90.1亿元人民币，其中第一产业增加值13.8亿元人民币，第二产业增加值20.6亿元人民币，第三产业增加值55.7亿元人民币。全年城镇居民人均可支配收入36780元人民币，其中城镇居民人均消费支出23429元人民币，农村居民人均可支配收入15792元人民币。2019年5月5日，河北省人民政府批准涿鹿县退出贫困县。2020年2月29日，经河北省扶贫开发和脱贫工作领导小组同意，批准涿鹿县南山区退出贫困县。
2020年，涿鹿县农林牧渔业总产值23亿元人民币，其中农业产值13.4亿元人民币，林业产值2亿元人民币，牧业产值7.1亿元人民币，渔业产值212万元人民币，农林牧渔服务业产值0.5亿元人民币。全年粮播面积2.6万公顷，全年实有林地面积15.8万公顷，粮食产量17.1万吨，油料产量657吨，下蔬菜产量4.5万吨，干鲜果总产量8.0万吨，奶类总产量1.5万吨，禽蛋总产量1.9万吨。全年规模以上工业企业利税总额7.6亿元，实现利润5.9亿元，税金总额1.7亿元，营业利润率14.1%，规模以上工业企业用电量34628万千瓦时，原煤消费量38.4万吨。
根據第七次人口普查數據，截至2020年11月1日零時，涿鹿縣常住人口為294013人。
2019年，涿鹿县户籍人口351047人，总户数157094户，其中男性181375人，女性169672人，城镇人口107102人，乡村人口243945人。民族以汉族为主，有满族、回族、蒙古族、壮族等8个少数民族。2020年，涿鹿县共有各类学校82所。其中小学71所，初中7所，普通高中2所，职教中心1所，特教学校1所。各类学校在校学生51317人。其中小学在校生22185人，初中在校生12615人，高中在校生5740人，职业中学在校生2595人，特教学校174人。全县教职工人数2937人，其中专任教师2904人。
涿鹿县人文旅游景点有：中华三祖堂、中华合符坛、黄帝城遗址、黄帝泉、轩辕湖。

## 行政区划
涿鹿县下辖1个县辖区、13个镇、4个乡：南山区、涿鹿镇、张家堡镇、武家沟镇、五堡镇、保岱镇、矾山镇、大堡镇、河东镇、东小庄镇、辉耀镇、大河南镇、温泉屯镇、蟒石口镇、卧佛寺镇、栾庄乡、黑山寺乡和谢家堡乡。
| 统计用区划代码 | 乡镇区   | 乡镇区   |
| -------------- | -------- | -------- |
| 130731100000   | 涿鹿镇   | 涿鹿镇   |
| 130731101000   | 张家堡镇 | 张家堡镇 |
| 130731102000   | 武家沟镇 | 武家沟镇 |
| 130731103000   | 五堡镇   | 五堡镇   |
| 130731104000   | 保岱镇   | 保岱镇   |
| 130731105000   | 矾山镇   | 矾山镇   |
| 130731106000   | 大堡镇   | 大堡镇   |
| 130731108000   | 东小庄镇 | 东小庄镇 |
| 130731109000   | 辉耀镇   | 辉耀镇   |
| 130731111000   | 温泉屯镇 | 温泉屯镇 |
| 130731201000   | 栾庄乡   | 栾庄乡   |
| 130731204000   | 黑山寺乡 | 黑山寺乡 |
| 130731205000   | 卧佛寺乡 | 卧佛寺乡 |
| 130731107000   | 南山区   | 河东镇   |
| 130731112000   | 南山区   | 蟒石口镇 |
| 130731110000   | 南山区   | 大河南镇 |
| 130731206000   | 南山区   | 谢家堡乡 |

## 註解
1. ↑  冀州分为幽州、并州
2. ↑  王莽将上谷郡改为朔调郡、涿鹿县改为播陆县、潘县改为树武县、下落县改为下忠县、茹县改为觳武县
3. ↑  下落县改为下洛县，茹县并入下洛县
4. ↑  从上谷郡分出广宁郡，同时废锥瞀县
5. ↑  下洛县改为广宁县
6. ↑  因人社洛周兵变而弃废潘县
7. ↑  唐朝消灭高开道，在怀戎县城设立北燕州
8. ↑  北燕州改为妫州
9. ↑  突厥默啜可汉兵攻破妫州，长安二年（公元702年）妫州携怀戎县治迁徙
10. ↑  妫州分为三个州
11. ↑  新州改为奉圣州
12. ↑  废奉圣州，设立德兴府
13. ↑  废德兴府，设立奉圣州
14. ↑  奉圣州因地震改名“保安州”
15. ↑  即宣化县、涿鹿县、怀来县
16. ↑  即怀来县、涿鹿县
17. ↑  即蔚县、涿鹿县、宣化县
18. ↑  即蔚县、涿鹿县
19. ↑  即蔚县、涿鹿县、宣化县
20. ↑  即宣化县、涿鹿县、怀安县